# 高思

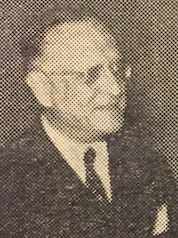
高思

高思（英語：Clarence Edward Gauss，1887年1月12日—1960年4月8日）美国外交官，生于美国华盛顿特区，共和党人、新教徒。1912年至1915年，担任美国驻上海副领事；1916年，担任美国驻上海领事；1916年至1920年，担任美國駐廈門領事；1920年至1923年，担任美国驻天津领事；1923年至1924年担任美国驻沈阳总领事；1924年-1926年，1927年至1931年担任美国驻天津总领事；1926年至27年, 1935年至38年担任美国驻上海总领事；1935年担任美国驻巴黎总领事；1941年至1944年担任美国驻华大使。